# Ghiacciaio Sigmen
Il ghiacciaio Sigmen è un ghiacciaio lungo circa 2,2 km e largo 2, situato sull'isola Liège, una delle isole dell'arcipelago Palmer, al largo della costa nord-occidentale della Terra di Graham, in Antartide. In particolare, il ghiacciaio, sito a nord-est del ghiacciaio Zbelsurd e a sud-ovest del ghiacciaio Shterna, fluisce verso nord-ovest a partire dal versante nord-occidentale del monte Kozyak e da quello sud-occidentale del picco Vazharov, nei monti Brugmann, fino a entrare nella cala Palakariya, nella parte nord-occidentale dell'isola.

## Storia
Il ghiacciaio Sigmen è stato mappato nel 1978 da cartografi del British Antarctic Survey ma è stato così battezzato solo nel 2013 dalla Commissione bulgara per i toponimi antartici in onore del villaggio di Sigmen, nella Bulgaria sud-orientale.